# Schenkenberg (Brandenburg)
Schenkenberg település Németországban, azon belül Brandenburgban. Lakosainak száma 622 fő (2023. december 31.).

## Népesség
A település népességének változása:
| Lakosok száma | 572  | 625  | 624  | 619  | 625  | 622  |
|               | 2013 | 2017 | 2019 | 2021 | 2022 | 2023 |